# Bülent İnal
Mehmet Bülent İnal (né le 19 mai 1973 à Hilvan, Şanlıurfa) est un acteur turc,,,,,,,,,,,,.

## Biographie
Il est diplômé de l'Université d'Ege et du Département de Théâtre de l'Université Dokuz Eylül.
En 2017, il connait une renommée mondiale dans la célèbre série télévisée, Payitaht: Abdülhamid en incarnant le sultan Abdülhamid II, dernier empereur qui a eu le pouvoir absolu sur l'Empire ottoman,.

### Vie privée
Il est marié depuis 2011 avec Melis Tüysüz, le couple a eu un petit garçon.

## Filmographie

### Cinéma
- 1998 : Kayıkçı : Hasan
- 2000 : Dar Alanda Kısa Paslaşmalar : Mustafa Ateş
- 2001 : Hiçbiryerde : Polis
- 2003 : Vizontele Tuuba : Mahmut Duran
- 2005 : Cenneti Beklerken : Gazal
- 2008 : Başka Semtin Çocukları : Kerim
- 2008 : Akşamdan Kalma : Emin
- 2010 : Akşamdan Kalma 2 : Emin
- 2012 : Akşamdan Kalma 3 : Emin
- 2012 : Taş Mektep
- 2013 : Balık : Kaya

### Télévision
- 1992 : Mahallenin Muhtarları
- 2000 : Dikkat Bebek Var : Recep
- 2000 : Yedi Numara
- 2001 : Cesur Kuşku
- 2001 : Karanlıkta Koşanlar : Nuri
- 2002 : Azad : Azad
- 2002 : Aşk ve Gurur : Balıkçı
- 2003 : Kurşun Yarası : Kaymakam Cemal
- 2004 : Bir Aşk Hikayesi : İsmail (téléfilm)
- 2005 : Aşk Yolu : Ömer Laçiner (téléfilm)
- 2005 : Ihlamurlar Altında : Yılmaz Akın
- 2007 : Kara Yılan : Kara Yılan
- 2008 : Kalpsiz Adam : Oktay
- 2009 : Bu Kalp Seni Unutur mu? : Sinan Şahin
- 2010 : Bitmeyen Şarkı : Yaman
- 2011 : Bir Çocuk Sevdim : Timur
- 2013 - 2014 : Tatar Ramazan : Tatar Ramazan
- 2014 : Urfalıyam Ezelden : Cemal Bozoğlu
- 2016 : Babam ve Ailesi : Kemal İpekçi
- 2017 : Son Destan : Destan
- 2017 - : Payitaht: Abdülhamid : sultan Abdülhamid II[17]